# Szabina Mayer
Szabina Mayer (født 24. marts 1989 i Pápa, Ungarn) er en ungarsk håndboldspiller, der spiller for danske SønderjyskE Håndbold og for det det ungarske kvindelandshold.

## Meritter med klubhold
- Nemzeti Bajnokság I:
  - Vinder: 2006, 2009, 2010, 2011
- Magyar Kupa:
  - Vinder: 2006, 2009, 2010, 2011
- EHF Champions League:
  - Finalist: 2009
  - Semifinalist: 2010, 2011